# José Luis Doreste
José Luis Doreste Blanco (* 18. September 1956 in Las Palmas de Gran Canaria) ist ein ehemaliger spanischer Segler.

## Erfolge
José Luis Doreste nahm fünfmal an Olympischen Spielen teil. 1976 in Montreal und 1980 in Moskau startete er in der Bootsklasse Finn-Dinghy und beendete die jeweilige Regatta auf dem 12. bzw. 17. Platz. Bei den Olympischen Spielen 1984 in Los Angeles ging er mit Antonio Gorostegui in der Bootsklasse Star an den Start und beendete mit diesem die Regatta auf dem siebten Platz. Vier Jahre darauf nahm er in Seoul wiederum im Finn-Dinghy teil und wurde in diesem Olympiasieger. Mit 38,1 Punkten behauptete er sich knapp vor Peter Holmberg mit 40,4 Punkten und John Cutler mit 45 Punkten auf dem ersten Platz. Bei seinen Olympischen Spielen 1996 in Atlanta wurde er mit Javier Hermida in der Star-Klasse Siebter.
Bei Weltmeisterschaften gewann er insgesamt fünf Medaillen. Im Finn-Dinghy sicherte er sich 1977 die Silber- sowie 1986 die Bronzemedaille, ehe er schließlich 1987 in Kiel Weltmeister wurde. Weitere Titelgewinne gelangen ihm 1982 und 1983 mit Antonio Gorostegui im Starboot. In beiden Bootsklassen wurde er Europameister: 1982 im Star und 1988 im Finn-Dinghy.
Dorestes Familie ist eng mit dem Segelsport verbunden. Seine Brüder Gustavo, Luis und Manuel Doreste hatten ebenso olympische Regatten bestritten.